# Fosfoferrita
La fosfoferrita és un mineral de la classe dels fosfats que pertany i dona nom al grup de la fosfoferrita. Rep el nom en al·lusió a la composició, que conté fòsfor i ferro.

## Característiques
La fosfoferrita és un fosfat de fórmula química (Fe2+,Mn2+)₃(PO₄)₂·3H₂O. Cristal·litza en el sistema ortoròmbic. La seva duresa a l'escala de Mohs oscil·la entre 3 i 3,5.
Segons la classificació de Nickel-Strunz, la fosfoferrita pertany a «08.CC - Fosfats sense anions addicionals, amb H₂O, només amb cations de mida mitjana, RO₄:H₂O = 1:1,5» juntament amb els següents minerals: garyansel·lita, kryzhanovskita, landesita, reddingita, kaatialaïta i leogangita.

## Formació i jaciments
Va ser descrita a partir de mostres recollides en dos indrets diferents de l'estat alemany de Baviera: la mina Hühnerkobel, situada a Rabenstein, Zwiesel (districte de Regen, Baixa Baviera), i la pegmatita Hagendorf Nord, a la localitat homònima (Hagendorf), a Waidhaus (districte de Neustadt an der Waldnaab, Alt Palatinat). També ha estat descrita en altres indrets del país, així com a Portugal, França, Itàlia, Polònia, la República Popular de la Xina, Austràlia, els Estats Units, el Brasil i l'Argentina.